# Jason Dunham (Soldat)

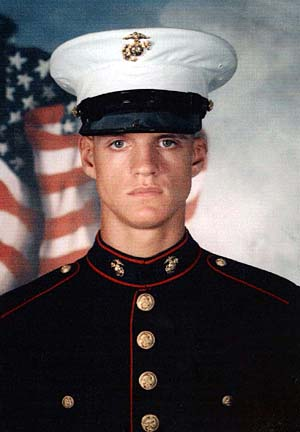
Jason Dunham

Jason Dunham (* 10. November 1981 in Scio, New York; † 22. April 2004 in Bethesda, Maryland) war ein Corporal des US Marine Corps und diente 2004 mit dem 4. Platoon, K-Kompanie, 3. Bataillon, 7. US-Marineinfanterieregiment, der 1. US-Marineinfanteriedivision, I. Marine Expeditionary Force im Irakkrieg. Am 10. November 2006 gab US-Präsident George W. Bush bekannt, dass Dunham für seine Handlungen nahe Husaybah, Irak, am 10. April 2004, posthum mit der Medal of Honor ausgezeichnet werde. Dunham war der erste Marine seit dem Vietnamkrieg, der diese Auszeichnung verliehen bekam.

## Dienst im Irak
Anfang 2004 diente Dunham in der 1. US-Marineinfanteriedivision im Irak. Am 14. April 2004 führte er eine Patrouille nahe Husaybah, um einen Angriff auf einen Marine-Corps-Konvoi zu untersuchen. Seine Patrouille fing einige Autos ab, die nahe dem Angriffsort gesichtet worden waren. Während des Kampfes warf eine Person eine Handgranate auf Dunhams Patrouille. Um seine Kameraden zu schützen, warf sich Dunham auf die Handgranate und versuchte sich mit seinem Helm vor der Explosion zu schützen.
Jason Dunham wurde durch die Explosion schwer verwundet und zurück in die Vereinigten Staaten geflogen. Dort wurde er in das National Naval Medical Center in Bethesda, Maryland, verlegt, wo er acht Tage später an seinen schweren Verletzungen verstarb.

## Ehrungen
Unmittelbar vor seinem Tod wurde Dunham mit dem Purple Heart ausgezeichnet. Am 11. Januar 2007 wurde seiner Familie von Präsident Bush im East Room des Weißen Hauses die Medal of Honor überreicht.
Im November 2010 stellte die US Navy die Jason Dunham in Dienst, einen Zerstörer der Arleigh-Burke-Klasse.
Bereits 2004 wurde das Postamt in Dunhams Heimatstadt in Corporal Jason Dunham Post Office umbenannt.